# ストラスブール (軽巡洋艦)
| ストラスブール   | |
| 艦歴             | |
| 発注             | A.G.ウエーザー社ブレーメン造船所                                                                                          |
| 起工             | 1912年 |
| 進水             | 1914年4月25日 |
| 就役             | 1915年1月3日に「レーゲンスブルク」として就役 /1920年6月に「ストラスブール」として就役。                                   |
| 退役             | |
| その後           | 1936年にハルクとなる。 |
| 除籍             | 1936年 |
| 性能諸元         | |
| 排水量           | 常備：4,912トン 満載：6,382トン                                                                                           |
| 全長             | 142.7m |
| 水線長           | 139.0m |
| 全幅             | 13.8m |
| 吃水             | 常備：5.7m 満載：6.08m |
| 機関             | ドイツ海軍式重油専焼水管缶10基&同石炭専焼水管2基 +海軍式直結タービン2基2軸推進                                            |
| 最大出力         | 29,000hp |
| 最大速力         | 28.0ノット |
| 航続距離         | 12ノット/5,500海里 |
| 燃料             | 石炭：1,280トン 重油：375トン                                                                                             |
| 乗員             | 385名 |
| 兵装（1914年時） | クルップ 10.5cm（45口径）単装速射砲12基 50cm水中魚雷発射管2基 機雷120個                                                   |
| 兵装（1936年時） | クルップ 15cm（45口径）単装速射砲7基 クルップ 8.8cm（45口径）単装高角砲2基 50cm単装魚雷発射管4基 機雷120個                |
| 装甲             | 舷側：18～60mm（水線部） 甲板：20mm(水平部）、40mm（傾斜部） 主砲防盾：40mm（最厚部） 司令塔：100mm（側盾）、20mm（天蓋） |

ストラスブール (Croiseur Strasbourg) はフランス海軍の軽巡洋艦で同型艦はない。

## 概要
本艦はフランス海軍の軽巡洋艦である。元々はドイツ帝国海軍が建造したグラウデンツ級軽巡洋艦の「レーゲンスブルク（SMS Regensburg）」で第一次世界大戦後の1920年3月10日に賠償艦としてフランスが取得し、同年6月に「ストラスブール」と改名して就役させた。

## 艦形

やや傾斜した艦首から主砲として防盾付きの「10.5cm（45口径）速射砲」を防盾の付いた単装砲架で並列に2基、前部に司令塔を組み込んだ2層式の箱型艦橋を基部として簡素な単脚式の前部マストが立つ。マストの頂上部に見張り所が設けられ、中段部に探照灯が並列配置で1基ずつ配置された。船体中央部に等間隔に4本の煙突が立ち、その周囲は艦載艇置き場となっており、2本1組のボート・ダビッドが片舷4組ずつ計8組で運用された。舷側甲板上には等間隔に3番～10番10.5cm速射砲が単装砲架で片舷4基ずつ配置されていた。4番煙突の背後に見張り所が設けられ、それを基部として単脚式の後檣が立ち、中段に探照灯台が設けられ前後に1基ずつ配置された。艦尾甲板上には艦首と同じく10.5cm速射砲が後ろ向きに並列配置で2基ずつ配置されていた。
就役後の1915年から1917年の間に「シュトラールズント」「シュトラスブルク」は主砲をイギリス海軍の軽巡洋艦と同等の「15cm（45口径）速射砲」に更新され単装砲架で8基を装備し、対空火器として「8.8cm（45口径）単装高角砲」を舷側甲板上に片舷1基ずつ計2基を追加した。50cm魚雷発射管も水中式から甲板上に旋回式の単装発射管2門に更新された。1920年にフランス海軍で運用後は高角砲は「7.5cm（50口径）高角砲」に更新され片舷2基ずつ計4基を配置した。

## 艦歴
就役後の「レーゲンスブルク」は1915年1月から高海艦隊の偵察部隊に所属した。

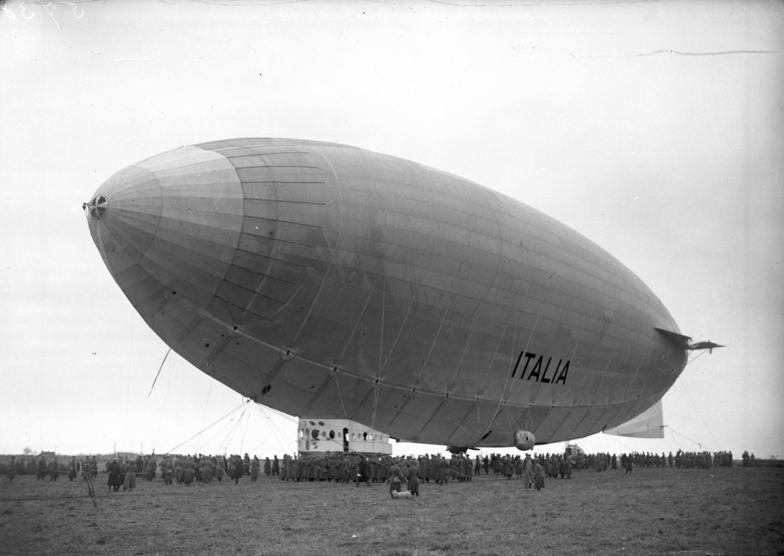
飛行船「イタリア」

1925年にボイラーが補修されて最高速度は26ノットとなった他、対空火器が更新された。その年に第3次リーフ戦争にフランス海軍のクールベ級戦艦「パリ」と軽巡洋艦「メース」と共に本艦も参戦し、艦砲射撃に従事した。
1928年5月に北極海のスヴァールバル諸島で遭難したイタリアの飛行船「イタリア（Airship Italia）」の捜索活動に従事した。

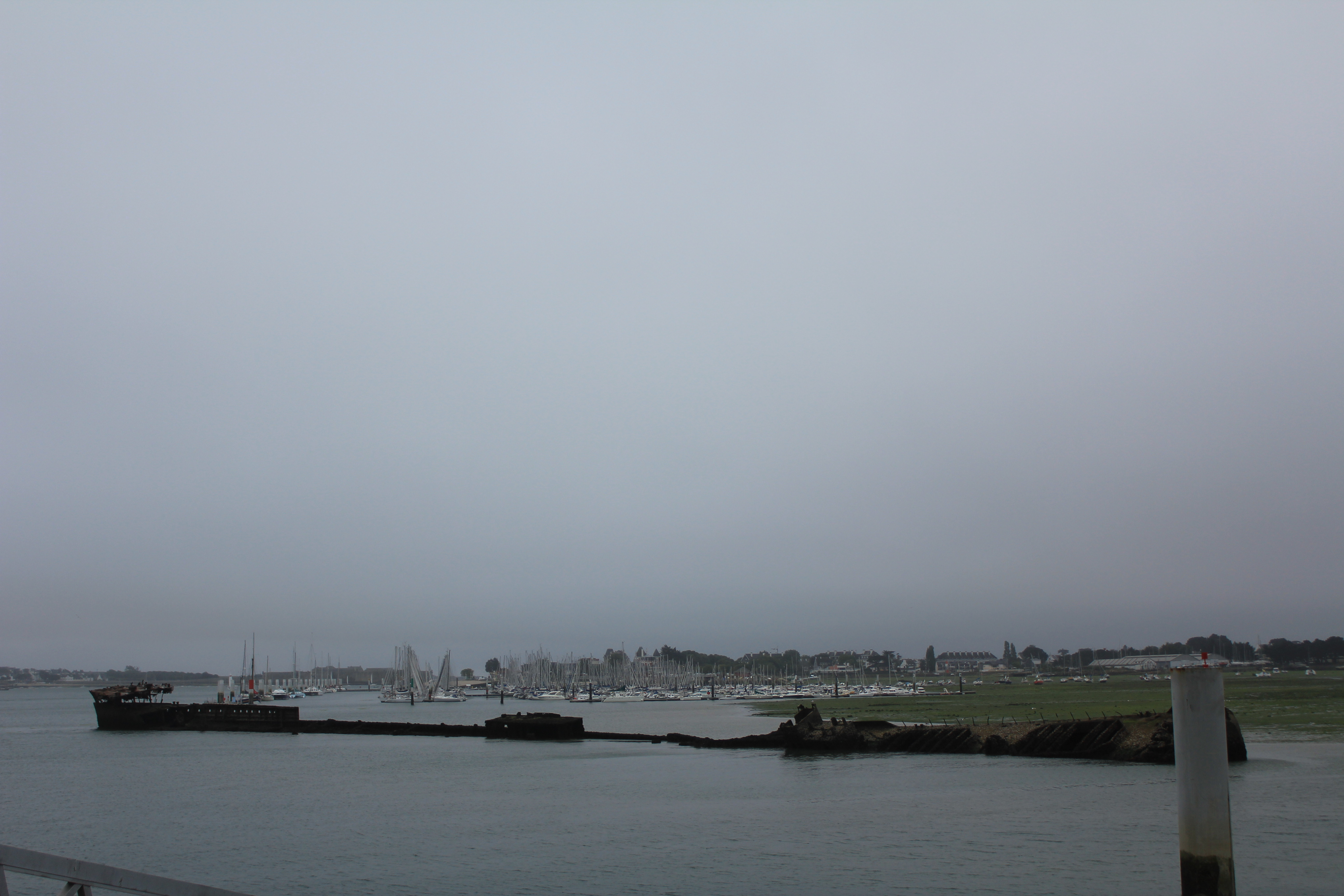
ロリアン港に現在も残る「ストラスブール」の船体。

1936年6月14日に廃艦となり、艦名はダンケルク級戦艦の2番艦に譲られた。その後、ロリアン港でハルクとなった。第二次世界大戦時にドイツ軍に鹵獲されて1944年にロリアン港のUボートブンカーであるケロマン3（fr:Base sous-marine de Lorient）の防御のために閉塞船として自沈された。現在も船体の一部が残存している。

## 参考図書
- 「世界の艦船 増刊第50集 フランス巡洋艦史」（海人社）
- 「世界の艦船増刊　ドイツ巡洋艦史」(海人社)
- 「世界の艦船 1986年1月増刊号 近代巡洋艦史」（海人社）
- 「世界の艦船 2010年1月増刊号 近代巡洋艦史」（海人社）
- 「Conway All The World's Fightingships 1860-1905」（Conway）
- 「Conway All The World's Fightingships 1906-1922」（Conway）